# Gerd Dicke (Germanist)
Gerd Dicke (* 1956 in Duisburg) ist ein deutscher germanistischer Mediävist.

## Leben
Von 1976 bis 1981 studierte er Germanistik und Geschichte in Marburg und Münster (1982: 1. Staatsexamen für das Lehramt der Sekundarstufen I und II). Von 1982 bis 1985 war er wissenschaftlicher Mitarbeiter am SFB 7 (Mittelalterforschung) der Universität Münster. Von 1986 bis 1991 war er wissenschaftlicher Mitarbeiter am Germanistischen Institut der Universität Münster; 1990 Promotion. Von 1992 bis 1998 war er wissenschaftlicher Assistent am Seminar für Deutsche Philologie der Universität Göttingen. Nach der Habilitation 1998 (venia legendi: Deutsche Philologie) vertrat er 1999 einen Lehrstuhl an der Universität Kiel. Von 1999 bis 2002 war er Hochschuldozent für Germanistische Mediävistik an der Universität Konstanz. Von 2002 bis 2022 hatte er den Lehrstuhl für Ältere deutsche Literaturwissenschaft (Mediävistik) an der Katholischen Universität Eichstätt-Ingolstadt inne. Von 2007 bis 2009 war er Dekan der Sprach- und Literaturwissenschaftlichen Fakultät in Eichstätt.
Seine Forschungsschwerpunkte sind kleinere Erzählformen (Fabel, Exempel, Märe, Fazetie, Witz), Gnomik, höfische Epik (v. a. Tristan), Predigt, Literatur des deutschen Frühhumanismus, Stoff- und Motivgeschichte, Überlieferungs- und Buchgeschichte (v. a. Frühdruck) und historische Semantik.

## Schriften
- mit Klaus Grubmüller: Die Fabeln des Mittelalters und der frühen Neuzeit. Ein Katalog der deutschen Versionen und ihrer lateinischen Entsprechungen(= Münstersche Mittelalter-Schriften. 60). Fink, München 1987, ISBN 3-7705-2488-8.
- Heinrich Steinhöwels „Esopus“ und seine Fortsetzer. Untersuchungen zu einem Bucherfolg der Frühdruckzeit (= Münchener Texte und Untersuchungen zur deutschen Literatur des Mittelalters. 103). Niemeyer, Tübingen 1994, ISBN 3-484-89103-3 (Zugleich: Münster, Westfälische Wilhelms-Universität, Dissertation, 1990).
- als Herausgeber mit Klaus Grubmüller: Die Gleichzeitigkeit von Handschrift und Buchdruck (= Wolfenbütteler Mittelalter-Studien. 16). Harrassowitz, Wiesbaden 2003, ISBN 3-447-04767-4.
- als Herausgeber mit Manfred Eikelmann, Burkhard Hasebrink: Im Wortfeld des Textes. Worthistorische Beiträge zu den Bezeichnungen von Rede und Schrift im Mittelalter (= Trends in Medieval Philology. 10). de Gruyter, Berlin u. a.2006, ISBN 3-11-018328-5.
- Heinrich Steinhöwel: Von den erlauchten Frauen. Giovanni Boccaccios „De claris mulieribus“ in frühneuhochdeutscher Übertragung. In Abbildung des Erstdrucks (Ulm 1473) (= Bibliotheca Suevica. 37). Herausgegeben und in heutiges Deutsch übersetzt von Gerd Dicke und Almut Schneider. Edition Isele, Konstanz u. a. 2014, ISBN 978-3-86142-590-8.